# Arseni Koresxenko
Arseni Nikolàievitx Koresxenko, rus: Арсений Николаевич Корещенко (Moscou, 18 de desembre de 1870 - Khàrkiv, Ucraïna, 6 de gener de 1921) fou un compositor rus.
Estudià en el Conservatori de la seva ciutat natal, del qual en fou professor de composició, com també de l'Escola Sinodal.
Va compondre les òperes La festa de Belsazar (Moscou, 1892); El palau de gel (Moscou, 1900), i L'àngel de la mort; entreactes i cors per a Els Troyans i Ifigenia in Aulida; Escena poètica; Conte; Dos quadres simfònics; Suite armènia; Escena lírica; Imatges musicals, per a orquestra, així com nombroses i diverses composicions.